# 服部亮英

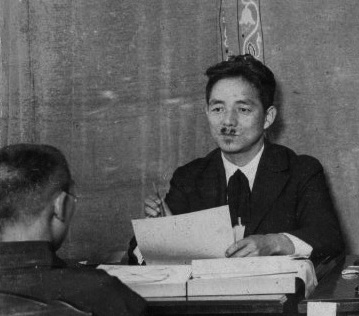
服部亮英　大正15年北海道

服部 亮英（はっとり りょうえい、1887年9月26日 - 1955年9月28日）は、日本の洋画家、漫画家である。本来は洋画家であるものの、岡本一平らと東京漫画会で活躍した漫画家として、または、似顔絵画家としてむしろ知られている。三重県の真宗高田派慈教寺の長男として生まれるが、東京美術学校を卒業したのちには東京都大田区の馬込に住み、今でいう馬込文士村在住の芸術家とも交流があった。
仏教学者の服部正明は息子。

## 略歴
- 1887年9月26日　三重県奄芸郡千里村（後の上野村）、真宗高田派慈教寺 服部亮嚴の長男として生まれる。
- 1912年　第1回光風会展に『流』を出展。
- 1914年　東京美術学校西洋画科卒業。同期卒業の画家山田実と『みのる 亮英 孑孒漫画』を出版。
- 1916年〜1924年　東京日々新聞社・東京朝日新聞社に漫画家として勤務。
- 1921年　中央美術協会の企画により、岡本一平、近藤浩一路、池部鈞、山田みのるら東京漫画会のメンバー18名で東海道を自動車で写生旅行。肉筆『東海道五十三次漫画絵巻』150部を制作頒布。翌年、『東海道漫画紀行』を出版。
- 1925年　第6回帝展に『金華山風景』で初入選。
- 1927年　『漫畫漫文似顔絵雲水』出版。約1年間の渡欧。サロン・ドートンヌ入選。
- 1929年　光風会会員となる。
- 1931年　前川千帆、池部鈞らと伊豆大島に写生旅行。サンデー毎日に漫画紀行を連載。のちに船会社により『大島漫画行』というタイトルで冊子が作られる。
- 1936年　第1回文展より無鑑査出品。
- 1937年〜1939年　北京美術学校校長。
- 1953年　日展に『杏花村』を出品。文部省が買い上げ。(日本芸術院所蔵)
- 1955年9月28日　肝硬変により大田区馬込の自宅で死去。享年68。墓所は鎌倉霊園。三重県河芸の服部家代々の墓にも分骨し、寺の跡取りとしてはほとんど実績がないものの、慈教寺第12代 清恭院亮英上人として名目のみ残す。